# Круглоголові
«Круглоголо́ві» (англ. roundheads) — позначення пуританських прихильників Парламенту під час Англійської громадянської війни.
Вперше назва зафіксована в 1641 році. Назва прийшла від короткої стрижки. Ворогами круглоголових були «кавалери». Відмінною рисою круглоголових були також червоні мундири. Спочатку їх очолював граф Ессекс, проте згодом роль лідера перейшла до Олівера Кромвеля, який рекрутував круглоголовими з йоменів графств східної Англії. Круглоголові були прихильниками кальвінізму і називали себе «людьми духу» і «божими ратниками». Бойовий дух у лавах круглоголових піднімали релігійні проповідники в чорному одязі з білими комірами.